# まちづくり福井
まちづくり福井株式会社（まちづくりふくい）は、福井県福井市に本社を置く第三セクター企業。福井市のタウンマネージメント機関（TMO）のひとつである。

## 概要
まちづくり福井は、福井市長の酒井哲夫が在任中の2000年に設立した。TMOはTown Management Organizationの略であるが、まちづくり福井では、「たのしいまちの応援団」の略称だと紹介している。

## 主な事業
福井駅周辺の中心市街地活性化のための事業を行っている。

### 現在の事業
- まちなかイベント・祭りの企画
- 中心市街地店舗開業支援
- チャレンジショップ（中央一丁目、ガレリア元町）の運営
- 福井市にぎわい交流施設「ハピテラス」「ハピリンホール」の運営（中央一丁目、ハピリン、指定管理者として運営[2]）
  - 冬季はスケートリンク「ハピリンク」を運営[3][4]。
- 福井市観光交流センター（手寄一丁目、福井駅新幹線駅舎の高架外拡張ビル）の運営（指定管理者として）。なお同建物の基幹施設「ふくい観光案内所」の運営は福井県の外郭団体である公益社団法人福井県観光連盟に委託している。
- 足羽川アクティビティ拠点「ヨリバ」（中央二丁目）の運営
- まちづくり調査の実施

### 過去の事業
- えきまえKOOCAN（旧生活創庫）の運営 - 福井駅前の都市再開発（現・ハピリン）に伴い閉鎖。
- 福井まちなか文化施設 響のホールの運営 - 2020年6月30日で閉館[5][6]。
- コミュニティバス「すまいる」の運営（京福バスに運行を委託） - 2021年10月1日廃止、同日京福バス直営化。
- 地域型電子マネー「ICOUSA」（イコウサ）の運営
  - サービス開始当初はコミュニティバスすまいる・福井市内の加盟店両方で利用可能であったが、のちにバスのみでサービスを行っていた。2021年9月30日で取扱を終了[7]。